# Carl Gustav von Amling

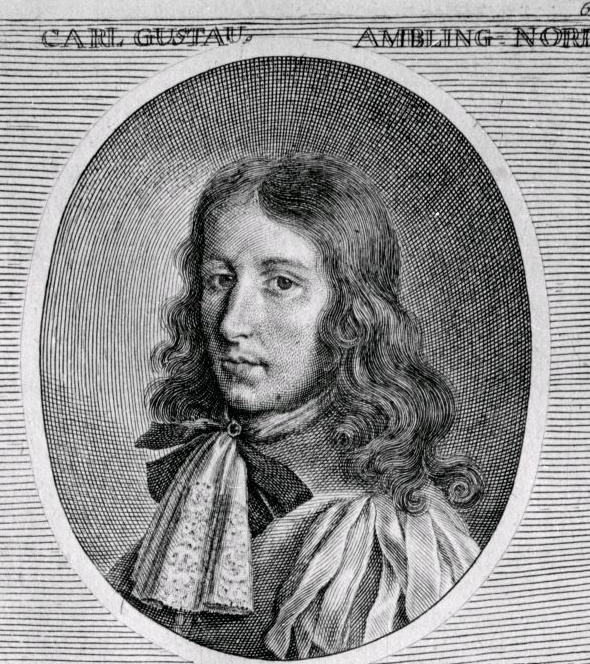
Carl Gustav von Amling. Teustche Academie, 1679

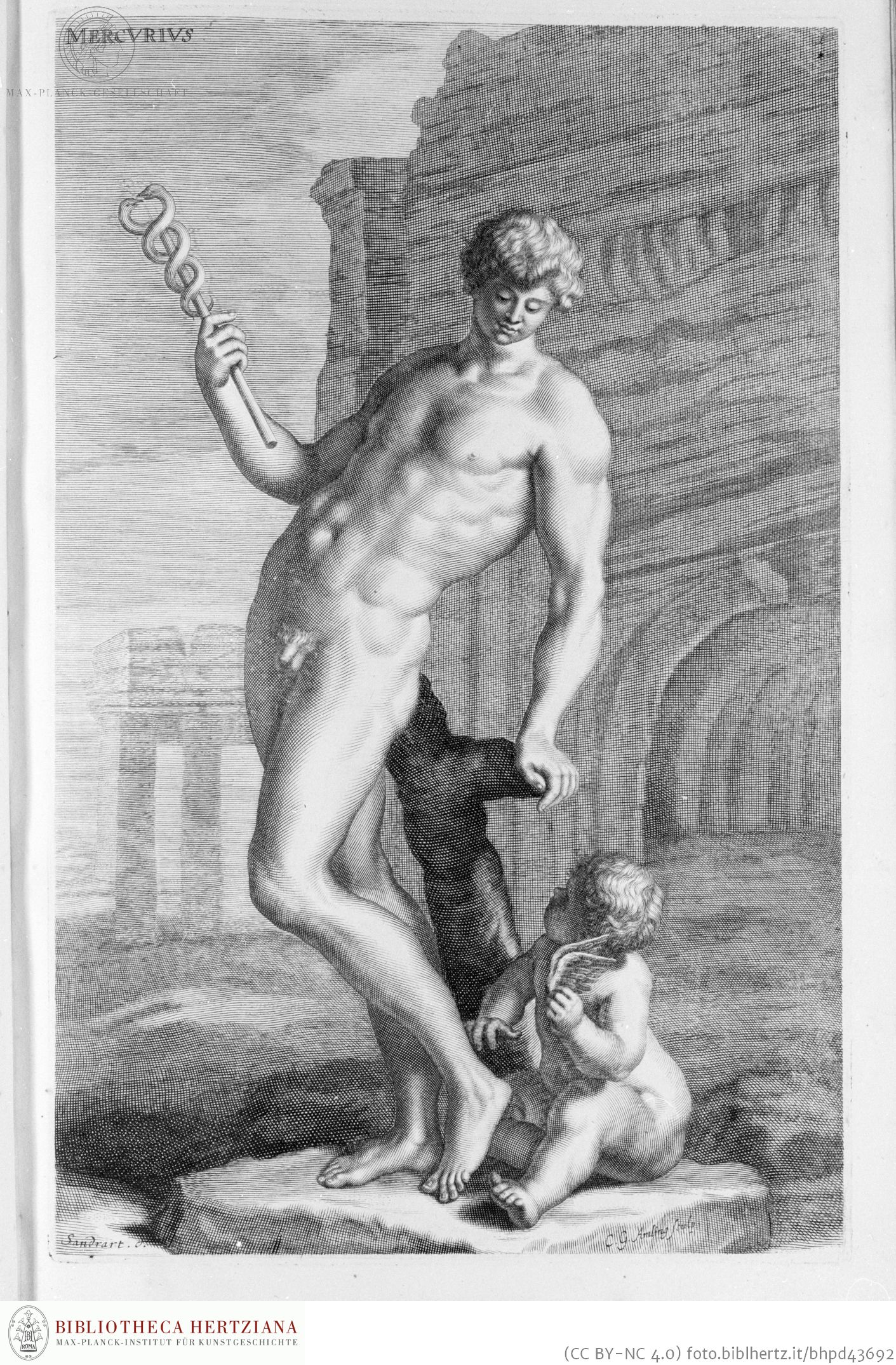
Mercurio, grabado de Carl Gustav von Amling por dibujo de Joachim von Sandrart a partir de una escultura en bronce de François Duquesnoy, Teutsche Academie, 1679

Carl Gustav von Amling (Núremberg, 1650-Múnich, 1703), grabador y dibujante alemán, fue, según Joachim von Sandrart, discípulo en París de François de Poilly el Viejo y, según el Rijksbureau voor Kunsthistorische Documentatie, de Michel Natalis en Lieja.
Es suyo el grabado en cobre de la página de título del primer tomo de la monumental obra de Joachim von Sandrart Teutsche Academie (1675) tal como el propio Sandrart advierte en la semblanza biográfica que en ese mismo tomo le dedicó, en la que destacaba su sensibilidad y seguridad a edad tan joven, lo que le hacía augurarle el éxito que por su diligencia merecía.
En la segunda parte de Teutsche Academie, Sculpturae Veteris Admiranda, Sive Delineatio Vera Perfectissimarum Eminentissimarumque Statuarum: una cum artis hujus nobilissimae Theoria, Núremberg, 1680, la firma de Amling aparece en dos de las estampas dedicadas a la estatuaria clásica: Mercurius y Rotator, abiertas por los dibujos de Sandrart que, como en otras ocasiones, ambienta las esculturas situándolas en paisajes imaginados o entre ruinas, y adiciona o restaura lo que hecha en falta. Por otra parte, la primera de ellas, Mercurius, no tenía por modelo una escultura clásica, sino una pieza en bronce de reducido tamaño del flamenco François Duquesnoy, fundida hacia 1630 por encargo de Vincenzo Giustiniani, en cuyo poder hubo de verla Sandrart que en sus años romanos trabajó para el aristócrata y banquero en la catalogación de su rica colección, en la que el Mercurius estaba considerada como una de las piezas más dignas de admiración.
La segunda, el llamado Rotator o Arrotino (el esmerilador o el esclavo romano afilando su cuchillo), fue adquirida en 1578 por el cardenal Ferdinando de Medici y actualmente se conserva en los Uffizi. De ella se han ofrecido multitud de interpretaciones, pero según la más extendida representaría al verdugo que afila su cuchillo en tanto espera órdenes de Apolo para desollar vivo a Marsias, habiendo en su origen formado parte de un grupo con esa historia, y, si bien se supone que la escultura, muy apreciada en los siglos XVI y XVII, es un original en mármol de la escuela de Pérgamo, Sandrart se la atribuía a Miguel Ángel.
Retratista de corte, Amling grabó y editó en Múnich, entre otros, el retrato del capuchino Marco d'Aviano, predicador de la corte del emperador Leopoldo I de Habsburgo (1680), y el del príncipe elector José Fernando de Baviera, fallecido con siete años en 1699, y firmó los dibujos de los retratos ad vivum del músico Johann Caspar Kerll (1687), que él mismo grabó, y los de Balthasar Schnurbein (1690) y Raimund Egger (1696), grabados por Leonhard Heckenauer y Elias Christoph Heiss respectivamente. También por dibujo propio grabó y firmó en 1700 una serie de trece láminas de la historia de Otto von Wittelsbach, basadas en los cartones para tapices de Peter Candid.